# Tövises rája
A tövises rája (Raja clavata) a porcos halak (Chondrichthyes) osztályának rájaalakúak (Rajiformes) rendjébe, ezen belül a valódi rájafélék (Rajidae) családjába tartozó faj.

## Előfordulása
Az európai tengerparti vizek leggyakoribb rájája. Az Atlanti-óceán keleti felén, úgy az európai, mint az afrikai partok mentén jelen van. Az Északi-tengerben és a Földközi-tengerben is megtalálható. Az Indiai-óceánban Madagaszkár környékén is van állománya.

## Megjelenése
A tompa, rövid fejű fajok közé tartozik, a szeme előtt és mögött egy-egy sarló alakú tüske van. A faj átlagos mérete 85 centiméter, azonban az eddig megmért legnagyobb hím 105 centiméteres volt, míg a legnagyobb nőstény 139 centiméteres és 18 kilogrammos volt. 76 centiméteresen már felnőttnek számít. Hátbőrén tövisszerű bőrfogak találhatók. A színezete példánytól és élőhelytől függően nagyon változatos; a háti része mindenféle barna lehet, rajta sötétebb vagy világosabb árnyalatú foltokkal és pettyekkel; a hasi része pedig fehér.

## Életmódja
Szubtrópusi és mérsékelt övi rájafaj, amely általában sekély, csak 5 méter mély vizekben, de mély, több mint 1000 méter mély vizekben is fellelhető. Az iszapos fenéken tarisznyarákokat, lepényhalakat, garnélákat fogyaszt. Éjjel vadászik.
A legidősebb ismert példány - valószínűleg fogságban - 15 évet élt.

## Szaporodása
Az ivarérettséget 7-8 évesen éri el. A szaporodási időszak február-szeptember között van, de júniusban rakják a legtöbb tojástokot. Egy nagyobb, kifejlett nőstény évente akár 170 darabot is rakhat. Belső megtermékenyítéssel szaporodik. Négyszögletű tojástokjai, melyeket párosával rak le a cápákéra emlékeztetnek, de sarki nyúlványaik rövidebbek. Az embrionális fejlődés 4,5-5,5 hónapig tart. A tojástok héján rések vannak, itt hatol be az oxigéndús víz. Kikeléskor a kis tövises ráják 11-13 centiméteresek.

## Érdekesség
Húsa ízletes, gyakran kerül a halpiacokra, ezért egyes állományai megcsappantak.

## Képek

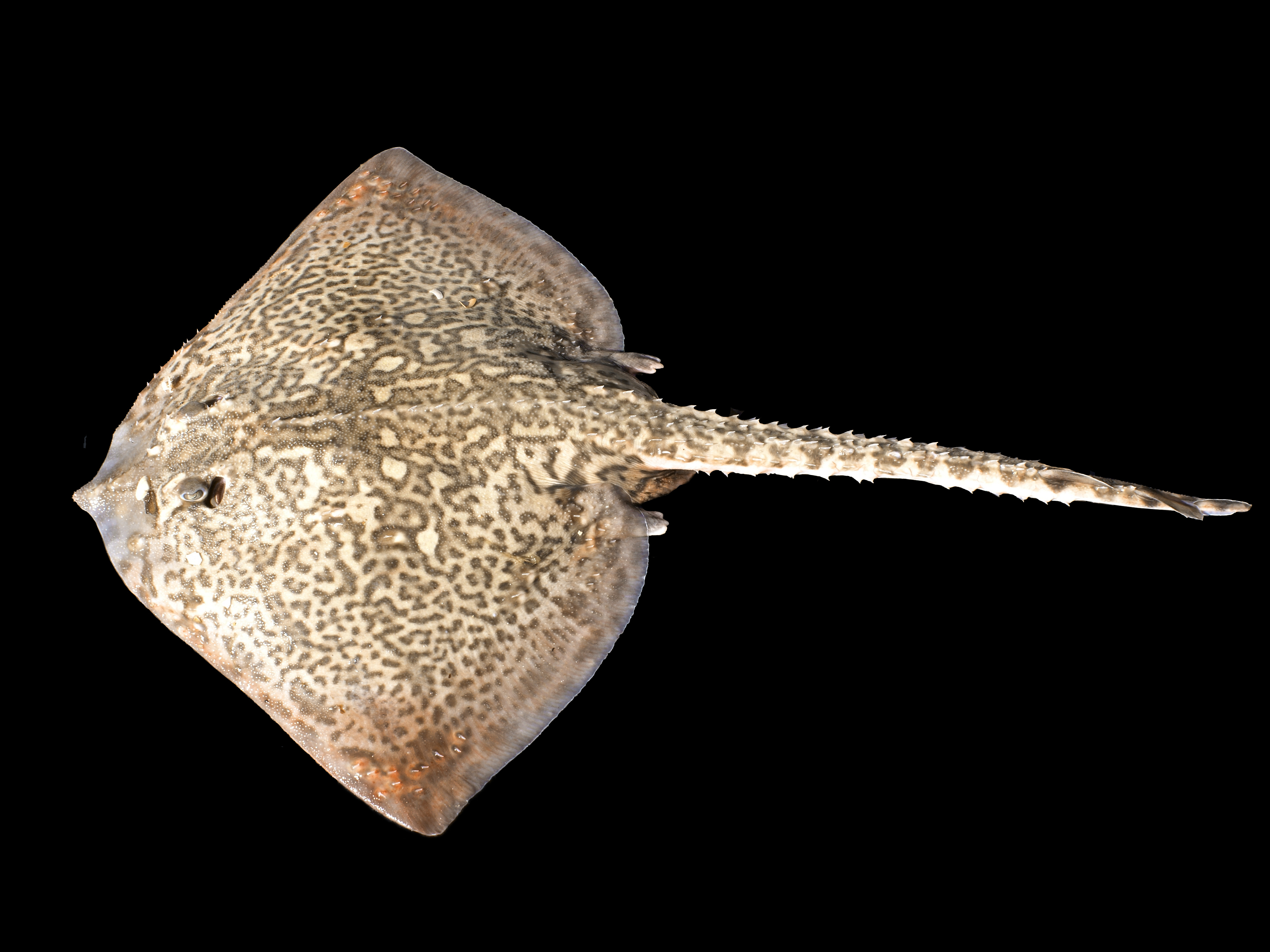
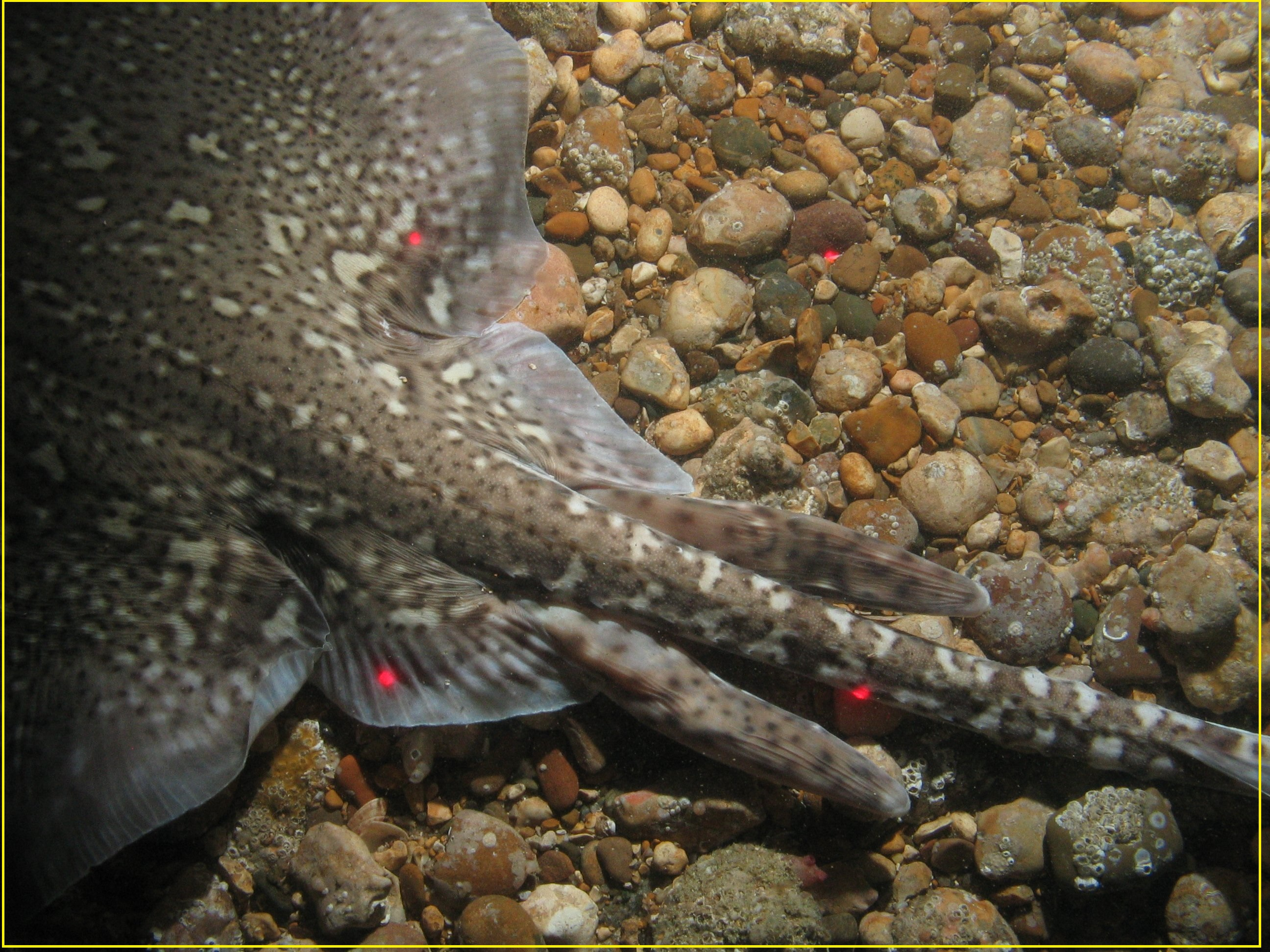
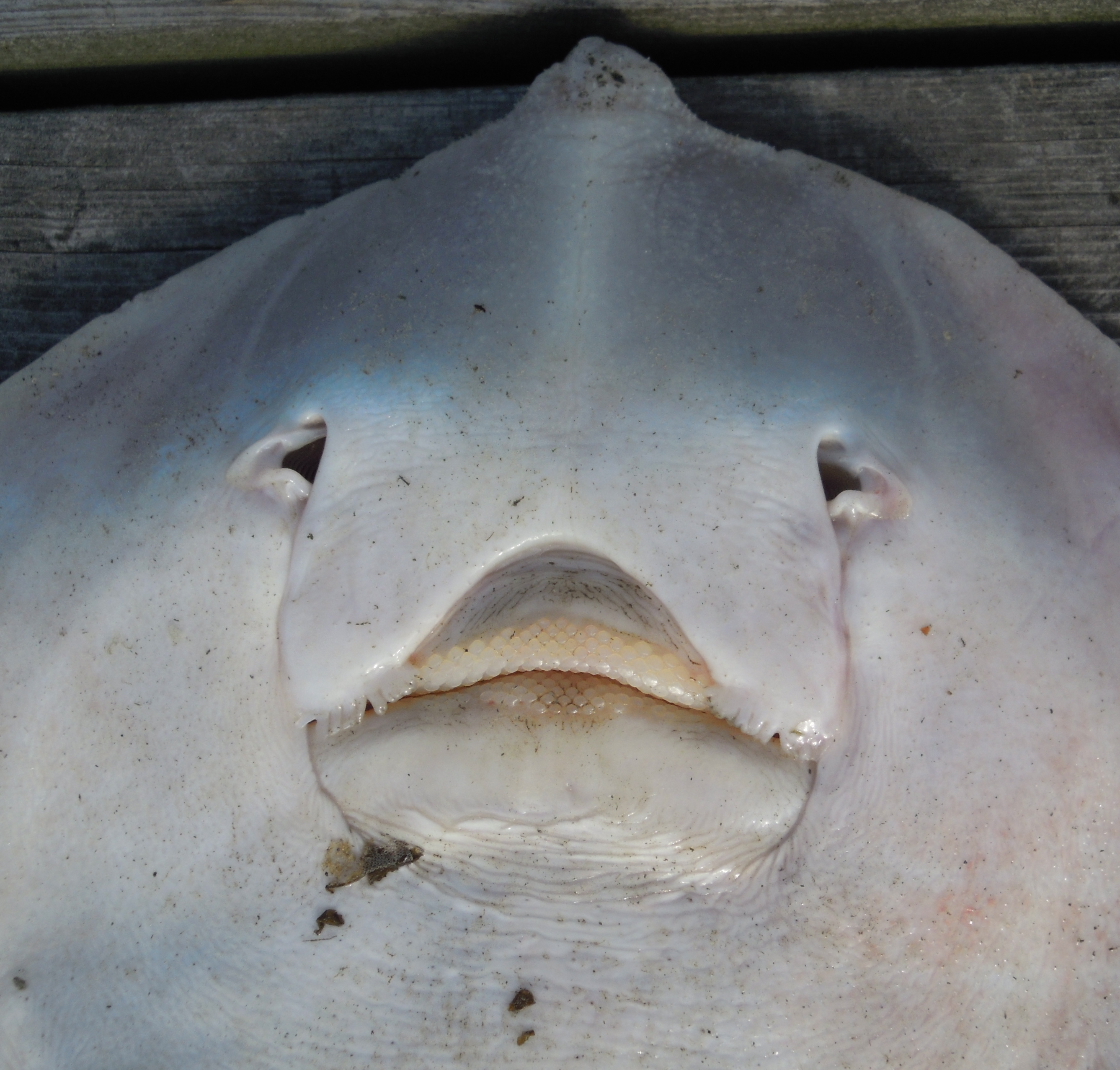
A szája
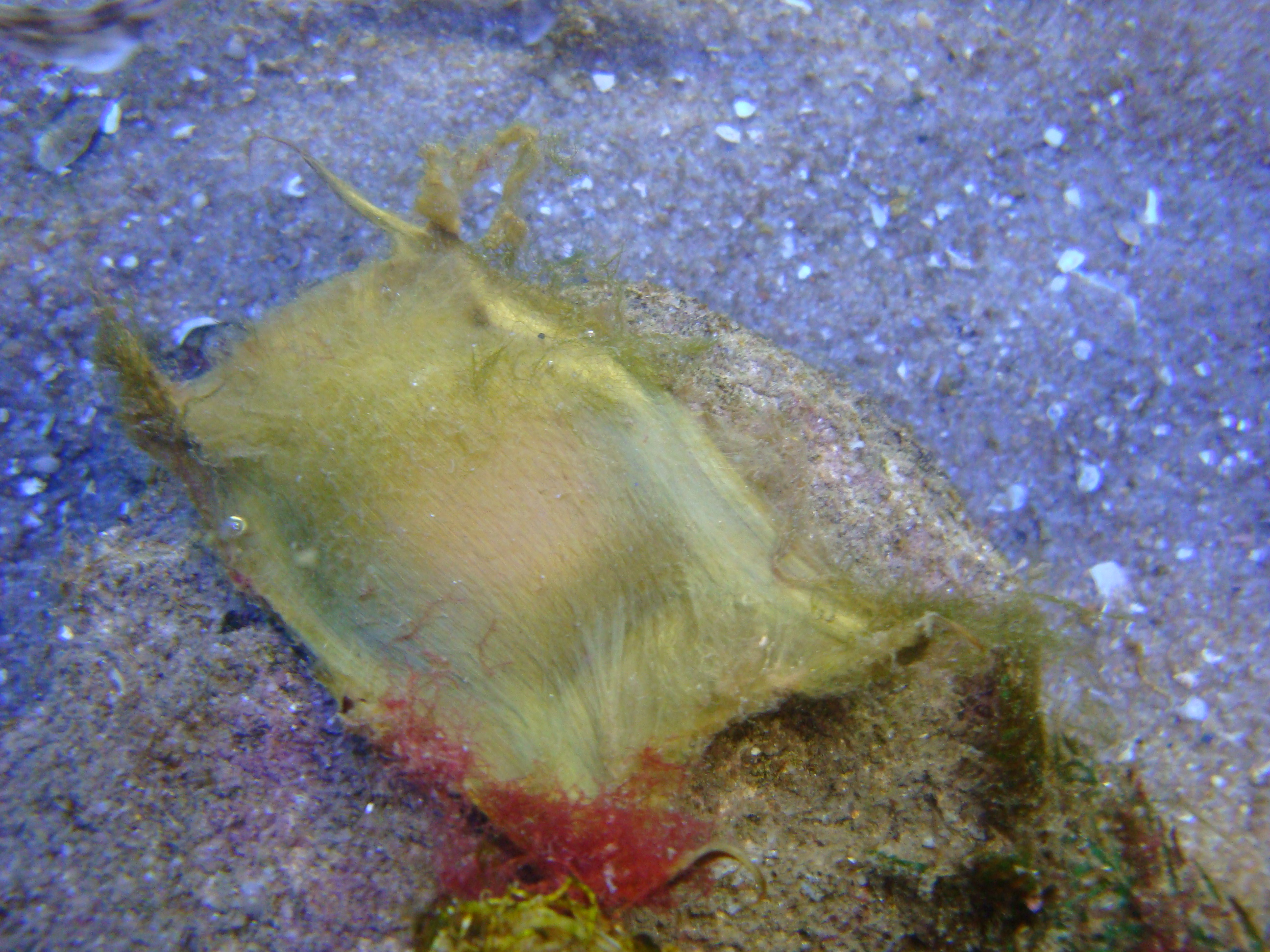
Tojástokja